# لزلی، فایف
لزلی (به انگلیسی: Leslie) یک روستا در بریتانیا است که در فایف واقع شده‌است. لزلی ۳٬۰۹۲ نفر جمعیت دارد.